# Calystegia hederacea
Calystegia hederacea là một loài thực vật có hoa trong họ Bìm bìm. Loài này được Wall. mô tả khoa học đầu tiên năm 1824.

## Hình ảnh

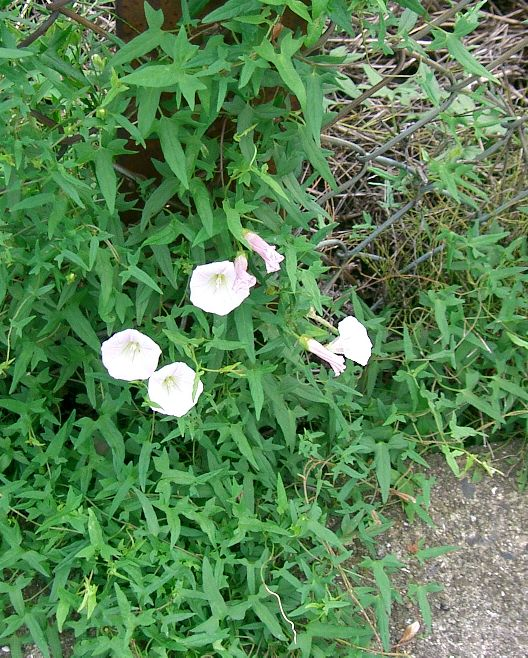
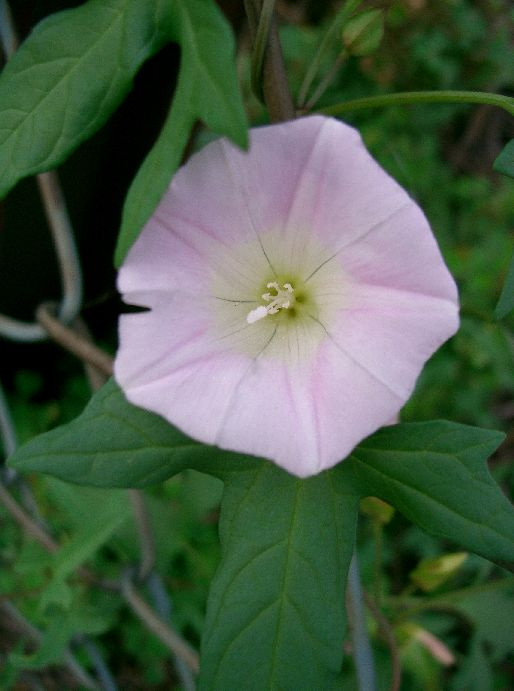
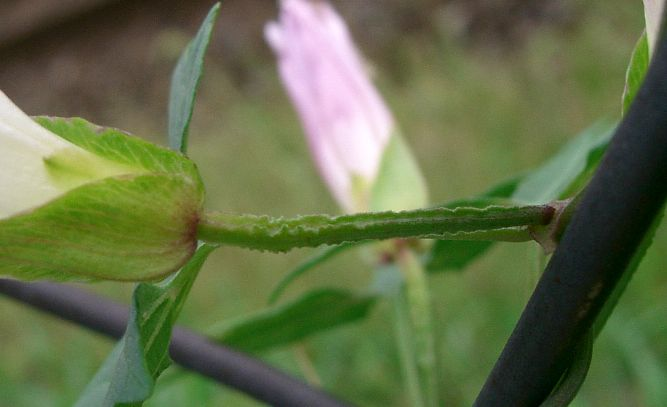